# Сапрыкин, Юрий Геннадьевич
Ю́рий Генна́дьевич Сапры́кин (род. 7 февраля 1973, Новомосковск, Тульская область) — российский журналист, медиаменеджер, общественный деятель. Старший корреспондент журнала "Коммерсантъ Weekend" (2022—н. в.). Бывший главный редактор (2003—2008) и редакционный директор (2008—2011) журнала «Афиша», шеф-редактор объединённой компании «Рамблер-Афиша» (2011—2014), главный редактор издания "Slon.ru" (2011), руководитель образовательного интернет-проекта о русской литературе "Полка" (2018—2021). Известен также в качестве музыкального критика и радиоведущего.

## Биография

### Образование
Юрий Геннадьевич Сапрыкин родился 7 февраля 1973 года в городе Новомосковске Тульской области. Учился в школе № 1 этого города, окончил её в 1990 году. Затем поступил на философский факультет МГУ и окончил его в 1995 году по кафедре истории зарубежной философии.
Сапрыкин писал, что подрабатывать начал ещё во время учёбы, как и многие его однокурсники.
В 1991 году он был курьером в «небольшой туристической компании», которой руководил его однокурсник Дмитрий Каменщик.
Одно время Сапрыкин, по собственным словам, пробовал себя в роли ночного маклера в «некоей коммерческой компьютерной сети», при этом «ни одной сделки, будь то с овсом или станками» ему «зафиксировать не удалось». Затем он «по чистой случайности» попал в рекламную газету, которая спонсировалась фирмой, торговавшей бытовой техникой: перед Сапрыкиным ставилась задача насытить издание «ярким запоминающимся контентом». Со временем оно «как-то незаметно выросло полноценное рекламное агентство» с единственным клиентом — АОЗТ «Гермес Финанс». Сапрыкину в агентстве «было поручено заниматься пиаром в прессе»: по его словам, в этом качестве он «развозил по редакциям конверты с деньгами», предназначенными для оплаты заказных публикаций. Впоследствии руководители «Гермеса» бежали из страны, скрываясь от правосудия.

### Карьера
С 1994 года Сапрыкин работал ведущим, а затем до 1998 года программным директором «Авторадио». На этой радиостанции он вёл ряд передач (в том числе детскую программу «Большая перемена», программу «Иллюзион» с музыкой из «старых добрых фильмов»).
С 1999 года Сапрыкин под псевдонимом Юрий Близорукий работал «как линейный диджей», вёл передачи на «Нашем радио», в том числе «Воздух», «Красавица и чудовище» (вместе с Людмилой Стрельцовой). Кроме того, вместе с журналистом Валерием Панюшкиным он вел ток-шоу «Клиника-22». Программа начала выходить в 1999 году, «в период предвыборной борьбы», в ней обсуждались политические и социальные темы, но уже в 2000 году она была закрыта. Параллельно с работой на радио Сапрыкин писал статьи для делового журнала «Компания».
Ещё в 1999 году приятель Сапрыкина Олег Зинцов предложил ему писать про музыку в новый журнал «Афиша». Однако главному редактору издания Илье Осколкову-Ценциперу так не понравился пробный материал критика о группе «Тайм-Аут», что он, как вспоминал Сапрыкин, приказал охране не пускать его в редакцию.
В 2000 году по приглашению сотрудничавшего с журналом Панюшкина Сапрыкин устроился в «Афишу». В том же году занял пост заместителя главного редактора журнала. В апреле 2003 года Сапрыкин стал главным редактором журнала «Афиша», а Осколков-Ценципер занял пост главного редактора ИД «Афиша». В связи с переходом на новую должность Сапрыкин оставил свою работу ведущего программы «Воздух» на «Нашем радио».

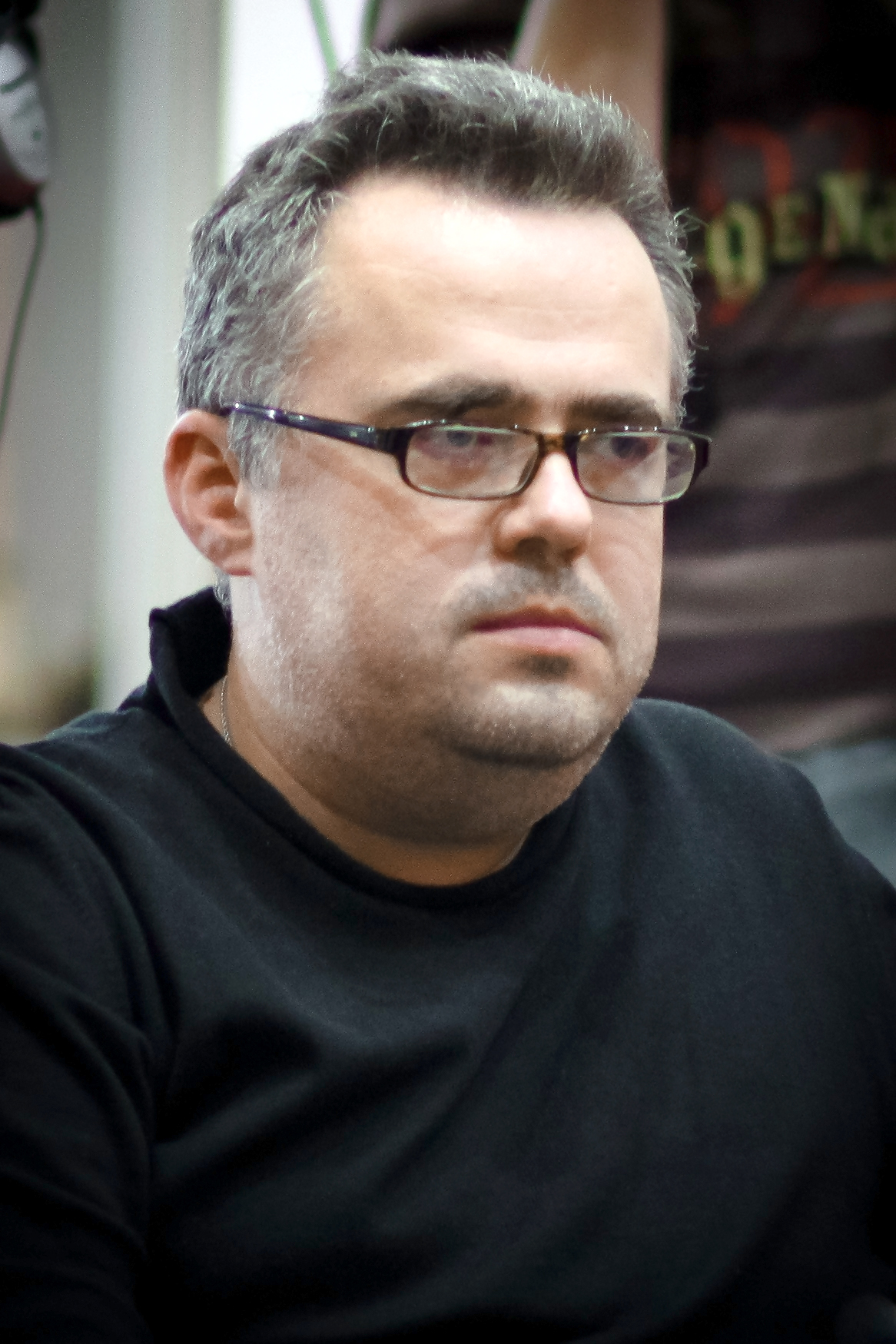
Юрий Сапрыкин на ММКВЯ-2010

1 июля 2008 года Сапрыкин перешел на должность редакционного директора изданий ЗАО «Афиша Индастриз» (в том числе журнала "Афиша"), а на место главного редактора журнала «Афиши» был назначен молодой журналист Илья Красильщик, «которому едва перевалило за двадцать». Сапрыкин объяснял кадровые перестановки тем, что журналу нужен был «интерес к новому», свойственный молодым, а также тем, что сам он «действительно устал», и ему «страшно думать, что до гробовой доски так и будешь возиться с „развлечениями Москвы“».
В прессе отмечали, что с тех пор, как в сентябре 2008 года Сапрыкин написал в «Афише» колонку про хипстеров, за ним закрепился имидж «главного специалиста по этой молодёжной субкультуре», а «Афишу» стали называть «главным хипстерским журналом». При этом сам журналист утверждал, что хипстеры — это «пролетариат креативных индустрий», появление которого вызвано появлением множества «профессий, связанных с производством разнообразных, прежде всего визуальных образов», а также те, кто его представителям подражает. «…Если подходить к этому вопросу с какой-то марксистской точки зрения, то да, я хипстер», — отмечал Сапрыкин.
В январе 2006 года ИД «Афиша» был куплен холдингом «Проф-Медиа».
В 2011 году покинул пост редакционного директора и стал шеф-редактором объединённой компании «Рамблер-Афиша», которым работал до 2014 года. В 2010 году холдинг начал консолидацию своих интернет-активов на базе ООО «Рамблер Интернет Холдинг», запланировав слияние «Афиши» и «Рамблера». В январе 2011 года Федеральная антимонопольная служба разрешила «Рамблер Интернет Холдинг» выкупить 100 процентов акций ООО «Компания „Афиша“», где в тот период работал Сапрыкин. В июле 2014 года объявил об уходе из компании «Рамблер-Афиша».
18 марта 2011 года Сапрыкин был назначен главным редактором интернет-проекта Slon.ru. На этом посту Сапрыкин сменил Леонида Бершидского. Незадолго до назначения Сапрыкина в прессе появились сведения, что генеральным директором «Слона» станет пришедший из журнала Forbes Максим Кашулинский. В «Слоне» Кашулинскому и Сапрыкину предстояло провести большие перемены, в частности, издание меняло формат: если раньше журналисты работали удалённо, то с весны 2011 года они были обязаны работать из офиса. Однако уже в августе 2011 года стало известно, что с 1 сентября Сапрыкин покинет Slon.ru. В «Слоне» он проработал «всего 160 дней, и это включая праздники и выходные». Сапрыкин отрицал, что уход из проекта как-то связан с конфликтами внутри редакции или с владелицей сайта Натальей Синдеевой. По его словам, это решение было принято в связи с переходом в объединённую компанию «Рамблер-Афиша», где он должен был стать шеф-редактором. «Мне сделали предложение, от которого невозможно отказаться», — объяснял он. В Slon.ru для Сапрыкина создали «специальную должность» редактора-консультанта, чтобы тот смог закончить начатые им проекты.
В 2013—2014 годах вёл авторскую колонку в журнале GQ.
В 2015—2016 годах был редакционным директором издательского дома "MoscowTimes".
В ноябре 2015 года выпустил свою первую книгу — «Наблюдательные пункты. О духе времени. 2007—2012».
В 2018—2021 годах — руководитель проекта «Полка», посвящённого классической русской литературе.
Ведущий подкастов «Полка» и «Ток».
С 2022 года — старший корреспондент журнала "Коммерсантъ Weekend".

### Участие в протестном движении
В конце 2011 года — начале 2012 года Сапрыкин выступил членом оргкомитета митингов «За честные выборы» на Болотной площади и на проспекте Академика Сахарова. В прессе отмечалось, что организация митингов, в том числе — в части установки звука и обеспечения трансляции на большом экране — во многом была возложена на Сапрыкина и людей из его команды, поскольку он имел опыт проведения массовых мероприятий («Афиша» каждый год организовывала «Пикник „Афиши“» — музыкальный фестиваль на открытом воздухе).
В мае 2012 года в Москве прошёл «Марш миллионов» — оппозиционное шествие, которое привело, в итоге, к столкновениям с полицией. Сапрыкин, учитывая напряжённые отношения между организаторами акции, по собственным словам, предпочёл «даже не входить» в её оргкомитет. Прошедший «Марш миллионов» он, по сведениям СМИ, назвал «запоздалым и неэффективным мероприятием». Тем не менее перед следующим митингом 12 июня Сапрыкин участвовал в переговорах между организаторами, которым в итоге удалось сформировать единую рабочую группу дня протестных действий, и на само мероприятие пришёл.
13 июля 2012 года Сапрыкин и другие журналисты организовали пикет у здания Государственной думы, протестуя против принятия закона о возвращении в Уголовный кодекс РФ статьи о клевете, отменённой в декабре 2011 года, и вводившего за неё большие штрафы.

### Семья
Сапрыкин женат на Алине (Алевтине) Сапрыкиной (до замужества Ищенко), ранее занимавшей должность Генерального директора музейного объединения «Музей Москвы». У них есть сын Михаил, а также дочь и младший сын. Упоминал журналист и о своём старшем брате Дмитрии. Дедушка — Дмитрий Митрофанович.
Племянник — Юрий Сапрыкин-младший — журналист, редактор издания «Meduza», ведущий подкаста «Сперва роди», создатель паблика «Страдающее Средневековье».

## Взгляды
Юрий Сапрыкин является сторонником либерализма, кроме того, называет себя «русским патриотом» и не планирует уезжать из России.
В июне 2019 года, выступая в программе «Особое мнение» на «Эхо Москвы», подверг критике сторонников Алексея Навального: «Если сотрудник ФБК исходит из того, что всё самое важное и заслуживающее внимания в стране делают только сотрудники ФБК, а любое несогласие с их словами и действиями, или недостаточное к ним внимание, или неготовность их поддержать является признаком трусости, предательства, продажности и прочих худших человеческих качеств, если людей, которые выражают это несогласие, называть в публичном пространстве трусами, идиотами, ипотечниками и так далее — то, конечно, в конечном счёте можно прийти к тому, что тебя будут поддерживать только сотрудники ФБК. Это очень недальновидная коммуникационная стратегия».
В феврале 2022 года выступил против вторжения России на Украину.

### Книги
- Наблюдательные пункты. О духе времени 2007—2012. М.: Издательские решения, 2015. 256 с. ISBN 978-5-4474-3401-4
- Сергей Соловьёв. М.: Сеанс, 2022. 312 с. (Серия «Сеанс. Лица»: Вып. 10).

### Журнальные публикации
- «Исповедь» на заданную тему. Юрий Сапрыкин о Блаженном Августине. 23 января 2017[72]

### Интервью
- Игорь Кириенков. Журналист Юрий Сапрыкин — о поэзии и любимых книгах на «Полке» Журнал Esquire (2018)[73]
- Ксения Чудинова. Юрий Сапрыкин: Как выбраться из информационного пузыря (2015)[74]
- Юрий Сапрыкин. Всматриваясь в чёрную дыру. Беседу вел Дмитрий Лисин. — «Русский Журнал», 2010, 24 июня
- Юрий Сапрыкин. «Кого возьмут в будущее?» Редакционный директор «Афиши» о новой приватности, инфодиджействе, а также о напрасных надеждах на iPad. Записала Мария Командная. — «OpenSpace», 2010, 28 апреля
- Юрий Сапрыкин: «Русский путь». — YouTube канал «Солодников», 2022, 10 ноября[75]

## Интервью
- Юрий Сапрыкин и Лев Шлосберг: «Этот поезд в огне» / Люди мира // ГражданинЪ TV. 21 декабря 2022.
- Юрий Сапрыкин: Лимонов и Пархоменко, философы и хипстеры #ещенепознер // ещенепознер. 7 марта 2019.